# 金沢師管区部隊
金沢師管区部隊（かなざわしかんくぶたい）は、1945年4月から11月まであった大日本帝国陸軍の師管区部隊の一つである。石川県と富山県を範囲とする金沢師管区の防衛と徴兵・動員・訓練などにあたった。上級部隊は東海軍管区部隊である。8月の敗戦後もしばらく存置され、11月末に解散した。

## 部隊の編成
師管区は1945年4月に師管を改称して設けられ、師管区部隊は師管区の防衛と管区業務に専念する部隊として、従来の留守師団を転換して編成された。師管区部隊は、留守師団を構成した司令部・補充隊のほか、管区内の様々な非戦闘部隊・官衙もまとめられ、全体としてはかなり雑多な集まりである。金沢師管区では、留守第52師団司令部が金沢師管区司令部に改称して発足した。
部隊の正確な編成日について疑念がある。師管区部隊の編成を命じた昭和20年軍令陸甲第2号は、内地の師管区部隊全体につき、4月1日の移行を命じるものであった。師管区司令官の任命は4月1日、戦後に作成された金沢師管区歩兵第一補充隊の報告では、編成年月日を昭和20年4月2日としており、1日ずれただけで符合する。しかし、やはり戦後に陸軍省や厚生省が作成した資料では、司令部の編成が2月11日、補充隊の編成が2月28日で、4月1日前後の他の師管区部隊より早い日としている。実情は不明である。
補充隊は、兵士の教育・訓練を行う部隊で、富山市にあった金沢師管区歩兵第2補充隊のほかは、司令部ともども石川県の金沢市に集中した。師管区司令部と補充隊は、多数の部隊の補充担任となっていた。
管区内には複数の陸軍病院があったが、その中で富山陸軍病院だけが師管区部隊の一部で、金沢第一陸軍病院などは軍管区の直轄であった。終戦時には富山陸軍病院と金沢第二陸軍病院が師管区部隊に属していた。

## 敗戦と復員
8月15日に日本がポツダム宣言を受諾し、戦争が終わると、陸軍は解体されることになり、各部隊は次々に復員（解散）した。師管区部隊は復員業務と治安維持のためにしばらく存置された。砲兵補充隊と工兵補充隊だけは9月中に復員する予定であった。
戦後に厚生省がまとめた資料によれば、砲兵補充隊と工兵補充隊は9月5日、地区司令部と地区特設警備隊は9月6日に、一足先に復員した。師管区司令部、連隊区司令部、その他の補充隊は11月1日に一斉に復員した。陸軍病院も11月1日に復員し、病院は厚生省の管轄に移って国立病院になった。連隊区司令部は12月1日に復員した。しかし、東海軍管区司令部の報告によると、11月1日などは予定日で、11月に入っても司令部・補充隊は人数を減らしながら残っていた。復員がもっとも遅れた歩兵第2補充隊は11月上旬まで440人を残しており、その時点で他の補充隊は5から10人を残していた。11月25日までに各補充隊は1人を残すのみとなった。
金沢師管区司令部は、実質的には第一復員省東海復員監部金沢支部に転換したが、定員が26人、定員外に10人と、規模を縮小した。

## 編制

### 編制と定員
戦後に作成された『東海軍管区編制人員表』による。軍人と軍属は分けて数えた。各部隊の定員はいくらか変遷しており、ここに載せたのは最後のものである。補充隊の中隊と装備は戦史叢書の『本土決戦準備』<1>による。「東海11部隊」などは部隊の通称号である。後に掲げる歩兵第一補充隊や地区特設警備隊のように、実情が異なる可能性がある。
- 金沢師管区司令部 - 333人、軍属27人。
- 金沢師管区制毒訓練所 - 28人（うち兼任1人）、軍属1人。
- 金沢陸軍拘禁所 - 兼任1人、軍属兼任7人。
- 金沢師管区歩兵第1補充隊（東海94部隊） - 1933人、軍属1人。
  - 本部、中隊4、機関銃中隊1、歩兵砲中隊1、通信中隊1、作業中隊1、乗馬中隊1
  - （装備は小銃1227、重擲弾筒28、軽機関銃28、重機関銃6、九二式歩兵砲2、九四式三十七粍砲2、四一式山砲（歩兵用）2）
- 金沢師管区歩兵第2補充隊（東海95部隊） - 1933人、軍属1人。中隊・装備は第1と同じ。
- 金沢師管区砲兵補充隊（東海97部隊） - 576人、軍属1人。
  - 補充隊本部、野砲中隊（九五式野砲3）、山砲中隊（九四式山砲3）、十榴中隊（九一式十糎榴弾砲3）、迫撃中隊（十二糎迫撃砲4）
- 金沢師管区工兵補充隊（東海98部隊） - 705人、軍属1人。
  - 本部、野戦工兵中隊4（小銃320）
- 金沢師管区通信補充隊（東海99部隊） - 345人、軍属1人。
  - 本部、中隊1（小銃150、九二式電話機24、九四式甲無線機8、九四式五号無線機2）
- 金沢師管区輜重兵補充隊（東海101部隊） - 659人、軍属1人。
  - 本部、駄馬中隊、自動車中隊（馬178→60、自動貨車35→0）
- 金沢連隊区司令部 - 84人、軍属20人。
- 富山連隊区司令部 - 89人（うち兼任4人）、軍属20人。
- 金沢地区司令部 - 39人（うち兼任7人）。
  - 金沢地区第1特設警備隊（東海31201部隊） - 300人
  - 金沢地区第2特設警備隊（東海31202部隊） - 300人
  - 金沢地区第3特設警備隊（東海31203部隊） - 300人
  - 金沢地区第4特設警備隊（東海31204部隊） - 300人
  - 金沢地区第5特設警備隊（東海31205部隊） - 300人
  - 金沢地区第6特設警備隊（東海31206部隊） - 300人
  - 金沢地区第7特設警備隊（東海31207部隊） - 300人
  - 金沢地区第8特設警備隊（東海31208部隊） - 300人
  - 金沢地区第9特設警備隊（東海31209部隊） - 300人
  - 金沢地区第10特設警備隊（東海31210部隊） - 300人
  - 金沢地区第11特設警備隊（東海31211部隊） - 300人
  - 金沢地区第12特設警備隊（東海31212部隊） - 300人
- 富山地区司令部 - 39人（うち兼任7人）。
  - 富山地区第1特設警備隊（東海31213部隊） - 300人
  - 富山地区第2特設警備隊（東海31214部隊） - 300人
  - 富山地区第3特設警備隊（東海31215部隊） - 300人
  - 富山地区第4特設警備隊（東海31216部隊） - 300人
  - 富山地区第5特設警備隊（東海31217部隊） - 300人
  - 富山地区第6特設警備隊（東海31218部隊） - 300人
  - 富山地区第7特設警備隊（東海31219部隊） - 300人
  - 富山地区第8特設警備隊（東海31220部隊） - 300人
  - 富山地区第9特設警備隊（東海31221部隊） - 300人
  - 富山地区第10特設警備隊（東海31222部隊） - 300人
  - 富山地区第11特設警備隊（東海31223部隊） - 300人
  - 富山地区第12特設警備隊（東海31224部隊） - 300人
- 富山陸軍病院 - 53人。

### 終戦時における歩兵第1補充隊の定員と実数
「終戦時ニ於ケル部隊現況調査書類提出ニ関スル件報告」による。最初の人数が編制定員。かっこ内が終戦時の人員。
- 本部31人（36人）
- 第1中隊 - 239人（394人）
- 第2中隊 - 239人（394人）
- 第3中隊 - 239人（394人）
- 第4中隊 - 239人（394人）
- 機関銃中隊 - 207人（394人）
- 歩兵砲中隊 - 209人（393人）
- 作業中隊 - 205人（393人）
- 通信中隊 - 162人（393人）
- 乗馬中隊 - 163人（393人）

計　定員1933人、実数3578人。
定員を超えて3578人を擁した歩兵第1補充隊も、10月27日までに3193人が復員し、385人になっていた。

### 地区特設警備隊の所在地と修正された定員
戦後に作成された｢帝国陸軍部隊調査表」による。
- 金沢地区第1特設警備隊 - 珠洲郡飯田町、282人
- 金沢地区第2特設警備隊 - 鳳至郡輪島町、282人
- 金沢地区第3特設警備隊 - 鹿島郡能登部町、282人
- 金沢地区第4特設警備隊 - 七尾市、417人
- 金沢地区第5特設警備隊 - 羽咋郡羽咋町、407人
- 金沢地区第6特設警備隊 - 河北郡津幡町、282人
- 金沢地区第7特設警備隊 - 金沢市、282人
- 金沢地区第8特設警備隊 - 金沢市、282人
- 金沢地区第9特設警備隊 - 石川郡松任町、273人
- 金沢地区第10特設警備隊 - 能美郡寺井野町、282人
- 金沢地区第11特設警備隊 - 小松市、282人
- 金沢地区第12特設警備隊 - 江沼郡大聖寺町、407人
- 富山地区第1特設警備隊 - 下新川郡泊町、282人
- 富山地区第2特設警備隊 - 下新川郡魚津町、282人
- 富山地区第3特設警備隊 - 中新川郡滑川町、282人
- 富山地区第4特設警備隊 - 富山市、282人
- 富山地区第5特設警備隊 - 富山市、282人
- 富山地区第6特設警備隊 - 上新川郡大沢野町、282人
- 富山地区第7特設警備隊 - 婦負郡四方町、282人
- 富山地区第8特設警備隊 - 射水郡小杉町、282人
- 富山地区第9特設警備隊 - 高岡市、282人
- 富山地区第10特設警備隊 - 東砺波郡出町、282人
- 富山地区第11特設警備隊 - 西砺波郡石動町、282人
- 富山地区第12特設警備隊 - 氷見郡氷見町、407人

### 終戦時の部隊と位置
戦史叢書『本土決戦準備』<1>の付表による。
- 金沢師管区司令部 - 金沢市
- 金沢陸軍拘禁所
- 東海軍臨時軍法会議長野師管区法廷
- 金沢師管区歩兵第1補充隊 - 金沢市
- 金沢師管区歩兵第2補充隊 - 富山市
- 金沢師管区砲兵補充隊 - 金沢市
- 金沢師管区工兵補充隊 - 金沢市
- 金沢師管区通信補充隊 - 金沢市
- 金沢師管区輜重兵補充隊 - 金沢市
- 金沢連隊区司令部 - 金沢市
- 富山連隊区司令部 - 富山市
- 金沢地区司令部 - 金沢市
  - 金沢地区第1特設警備隊など、第12まで
- 富山地区司令部 - 富山市
  - 新潟地区第1特設警備隊など、第12まで
- 金沢陸軍第二病院 - 金沢市
- 富山陸軍病院 - 富山市